# Warosia
Warosia (gr. Βαρώσια, tur. Maraş lub Kapalı Maraş) – opuszczona dzielnica Famagusty na Cyprze, w dystrykcie Famagusta, de facto pod kontrolą Cypru Północnego (14 sierpnia 1974 została zajęta przez tureckie siły zbrojne).
Po podboju Cypru przez Imperium Osmańskie w 1571 r., Turcy nie pozwolili chrześcijanom mieszkać w ówczesnej Famaguście, czyli mieście znajdującym się w obrębie murów weneckich (dziś tzw. Starej Famaguście). Chrześcijanie zaczęli się zatem osiedlać na południe od Famagusty, tworząc przedmieście (po turecku Varosia).
Do 1974 r. Turcy cypryjscy mieszkali w Starej Famaguście, a Grecy cypryjscy – w Warosji. Od lat 60. XX wieku do 1974 r. Warosia stanowiła nowoczesną i turystyczną część miasta, zamieszkiwaną przez 31 960 osób (dane z 1974 r.). W latach 1970–1974 była jednym z najpopularniejszych miejsc turystycznych świata (nazywaną „Copacabaną Morza Śródziemnego”), w 1973 r. generującą 53,7% całkowitych dochodów z turystyki na Cyprze. Na przestrzeni kilkunastu lat na jej obszarze wybudowano: 45 hoteli na 10 000 miejsc noclegowych, 60 hoteli apartamentowych, 99 „centrów rekreacji”, 21 banków, 24 teatrów i kin i około 3000 sklepów różnej wielkości. W 1974 r. w fazie budowy znajdowało się jeszcze 380 budynków. Mieszkańcy uciekli stąd podczas inwazji tureckiej. Wstęp dla ludności cywilnej był zakazany od 1974 r. do 2020 r..
6 października 2020 Ersin Tatar, premier Cypru Północnego ogłosił, że plaża w Warosii zostanie ponownie otwarta dla ludności 8 października 2020. Prezydent Turcji Recep Tayyip Erdoğan ogłosił, że jego kraj w pełni popiera tę decyzję. W lipcu 2021 r. obszar dzielnicy został zdemilitaryzowany, a do 2 czerwca 2022 Warosię odwiedziło 500 tys. turystów.